# Obligació cupó-zero
Una obligació cupó-zero o bo cupó-zero (en anglès: zero-coupon bond o accrual bond o discount bond) és una obligació (finances) emesa per una entitat que no paga interessos durant la seva vida sinó que en el moment de ser emès és venut a un preu inferior al del seu valor nominal (amb descompte) i en el moment del venciment s'amortitza per tot el seu valor nominal. Per exemple un Bo cupó-zero amb venciment a 1 any i amb un valor nominal de 1.000 € pot ser venut per 900 €; quan el cupó arriba a venciment al cap de l'any el comprador del cupó-zero rep tot el valor nominal, els 1.000 €; d'aquesta manera els 100 € de diferència serien l'"interès" descomptat a l'inici que al final ha rendit el cupó. Els bons cupó-zero són emesos perquè l'emissor prefereix no haver d'anar pagant interessos al llarg de la vida del bo. Aquesta manca de pagament d'interessos els fa intrínsecament més arriscats que un altre bo que sí que pagui interessos al llarg de la seva vida, de manera que els bons cupó-zero presenten una major volatilitat als mercats secundaris per credit risk.